# Pentachlortoluol
Pentachlortoluol (auch als 1,2,3,4,5-Pentachlor-6-methylbenzol bezeichnet) ist eine organische chemische Verbindung aus der Gruppe der Aromaten und ein Derivat von Toluol.

## Herstellung
Pentachlortoluol durch Chlorierung von Toluol synthetisiert werden.